# Oberkassel (Düsseldorf)

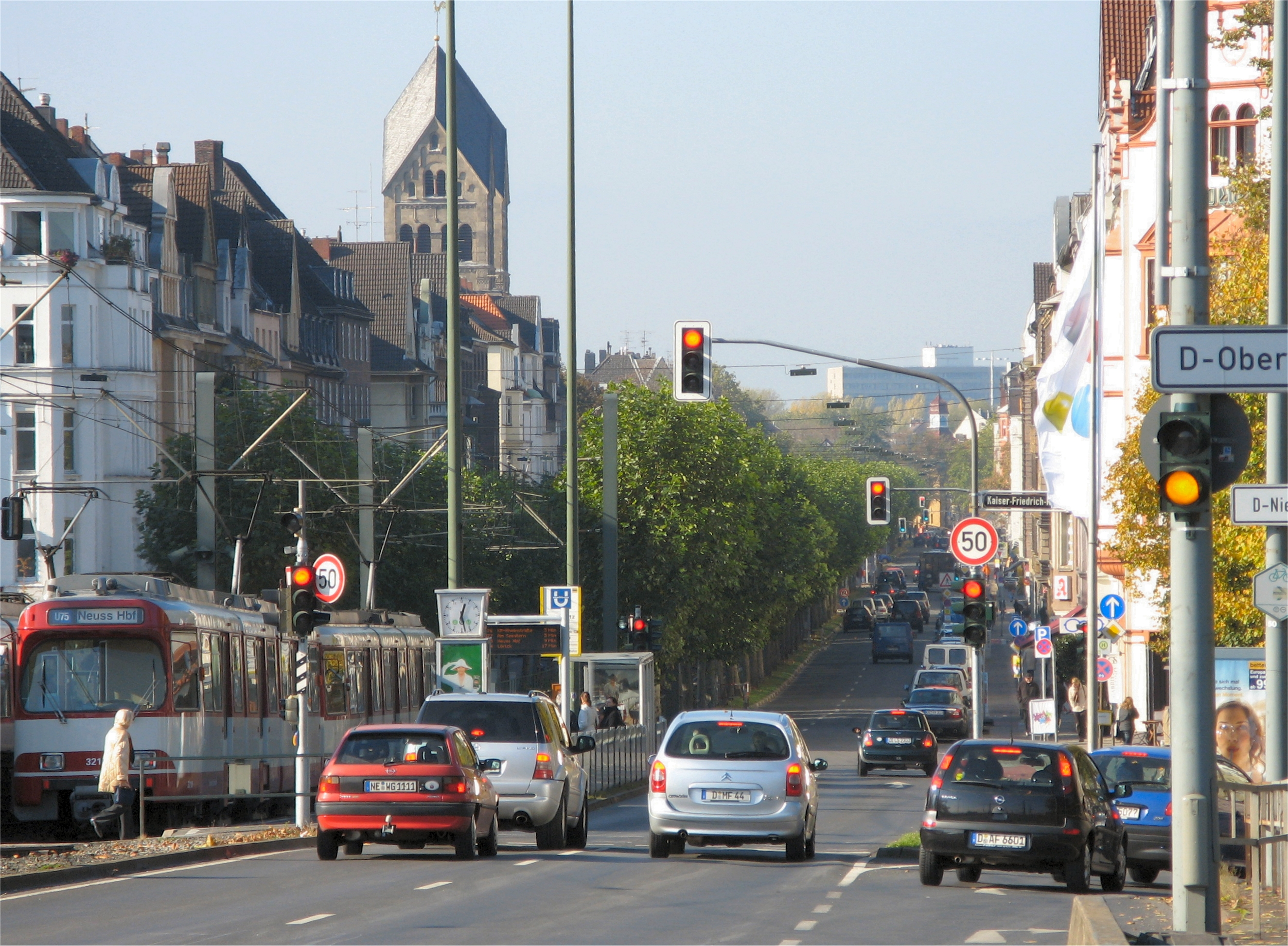
Oberkassel

Oberkassel is een wijk en voormalige gemeente op de linkeroever van de huidige gemeente Düsseldorf. In 1909 werd Oberkassel (samen met onder meer Heerdt en Niederkassel) onderdeel van Düsseldorf. Oberkassel telde in 2023 ongeveer 19 duizend inwoners.